# Syzygium faciflorum
Syzygium faciflorum är en myrtenväxtart som beskrevs av Peter Shaw Ashton. Syzygium faciflorum ingår i släktet Syzygium och familjen myrtenväxter. Inga underarter finns listade i Catalogue of Life.